# Lavabodoekje

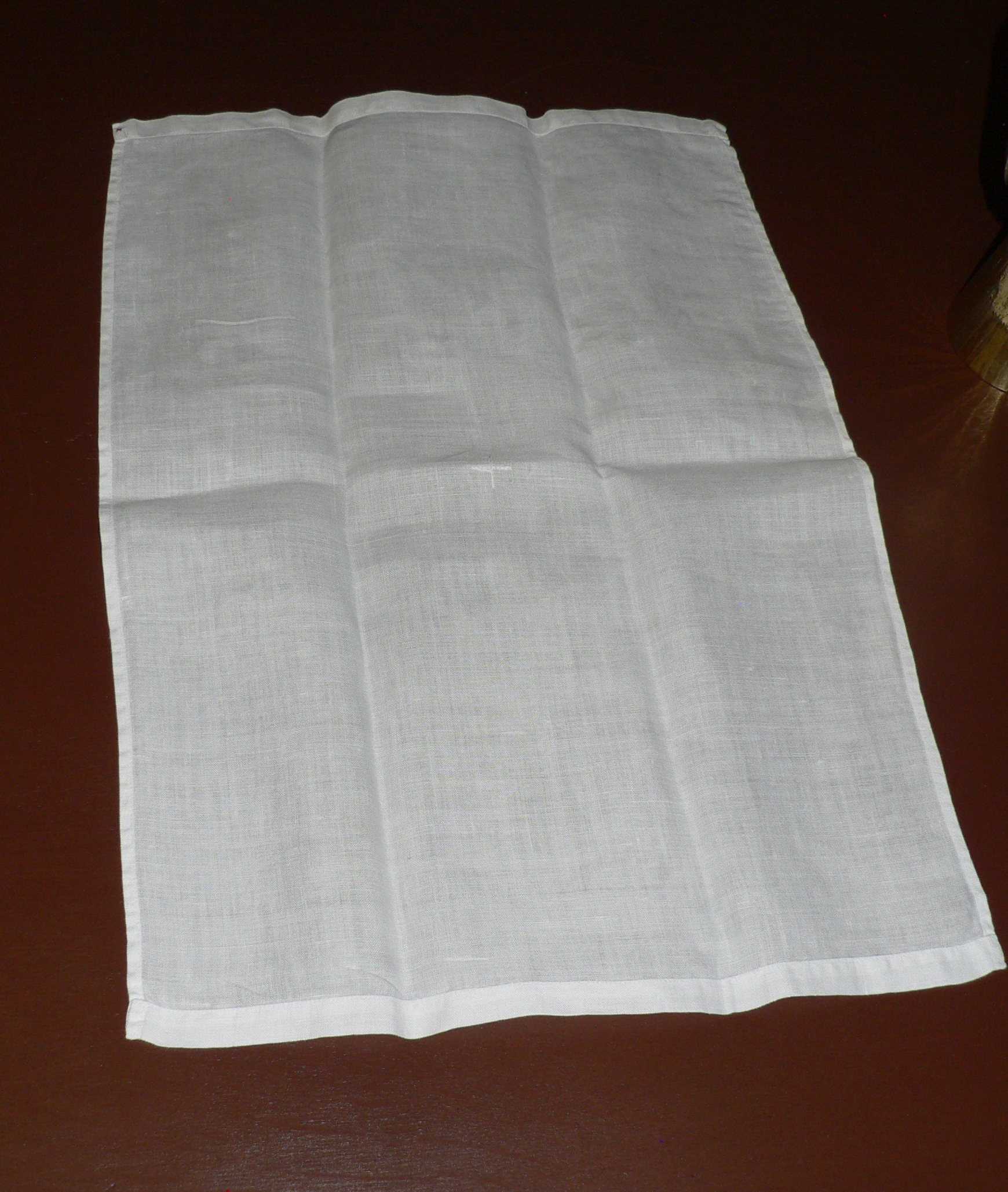

Een lavabodoekje is een katoenen of linnen handdoekje dat gebruikt wordt om de handen van de priester af te drogen.
Er bestaan twee soorten lavabodoeken: de eerste soort wordt gebruikt tijdens de H. Mis om de handen van de priester af te drogen na de handenwassing (lavabo). De tweede soort wordt gebruikt in de sacristie om de handen te wassen voor en na de Mis, als symbool voor het reinigen van het hart. Indien twee handdoeken worden gebruikt, hangen deze aan weerszijden van het fonteintje met de tekstbordjes 'ante' en 'post', of 'ante missam' en 'post missam'. Soms hangt er een derde handdoekje voor leken.